# Alfenal
Alfenal (Alphenal, Efrodal, Prophenal, Sanudorm), também conhecido como ácido 5-alil-5-fenilbarbitúrico, é um barbiturato derivado desenvolvido na década de 1920. Tem essencialmente propriedades anticonvulsivas, e foi utilizado ocasionalmente para tratamento da epilepsia ou convulsões, embora não tão frequentemente como outros barbutiratos mais conhecidos, como o fenobarbital.